# Admiral-Kusnezow-Klasse
Projekt 1143.5, von der NATO als Admiral-Kusnezow-Klasse bezeichnet, ist eine Klasse von Flugzeugträgern der sowjetischen und russischen Marine, benannt nach Admiral Nikolai Gerassimowitsch Kusnezow (1904–1974). Nach sowjetischer Lesart war Projekt 1143.5 das fünfte Schiff von Projekt 1143; da sich die Konstruktion jedoch grundlegend von den vier Vorgängern unterscheidet, wird es normalerweise als eigene Schiffsklasse betrachtet. Es wurden zwei Schiffe dieser Klasse gebaut, von denen das erste Dienst in der russischen Marine leistet. Der zweite Flugzeugträger dieser Klasse wurde, noch im unfertigen Zustand, im Jahr 2000 an die Volksrepublik China verkauft und dort 2012 nach langer Ausrüstungs- und Modernisierungsphase von der Marine der Volksrepublik China als Liaoning in Dienst gestellt. Der chinesische Flugzeugträger Shandong basiert auf der Admiral-Kusnezow-Klasse; er wurde am 17. Dezember 2019 in Dienst gestellt.

## Geschichte

Frontansicht von Projekt 1143.4 Baku (1988)

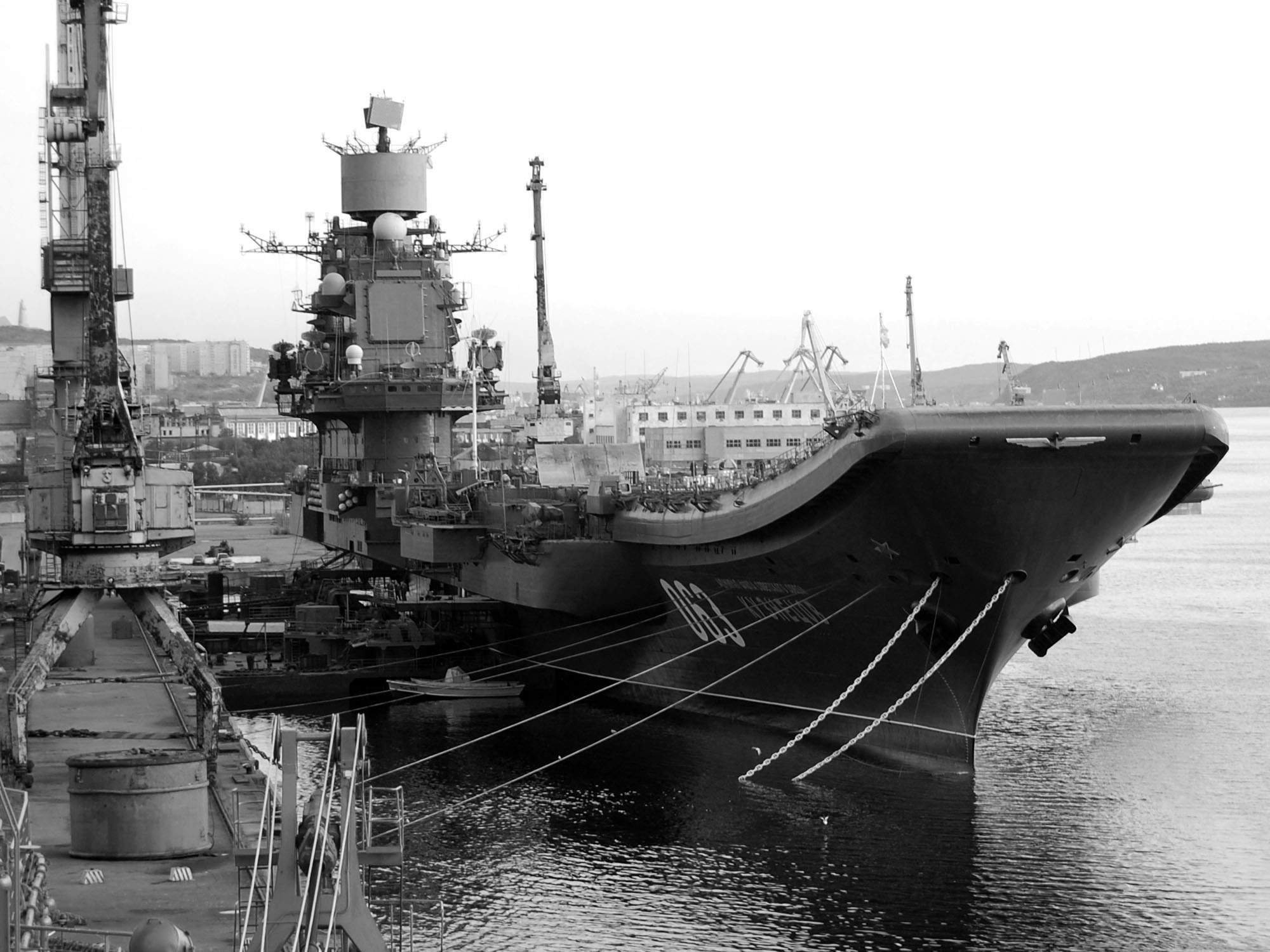
Frontansicht von Projekt 1143.5 Admiral Kusnezow mit charakteristischem Ski-Jump-Bug. Art und Anordnung der Radarsysteme und des Flugleitsystems entsprechen weitgehend denen von Projekt 1143.4.

Die sowjetische Marine sammelte die ersten Erfahrungen über Entwicklung und Verwendbarkeit von Flugzeugträgern durch die Flugdeckkreuzer der Projekte 1123 (Moskwa-Klasse) und 1143 (Kiew-Klasse). Beide Schiffsklassen waren jedoch nicht in der Lage, konventionelle Flugzeuge zu starten: Projekt 1123 war nur mit Hubschraubern ausgestattet, Projekt 1143 konnte neben Hubschraubern auch Senkrechtstarter des Typs Jak-38 tragen.
Frühe Pläne für Projekt 1143 hatten bereits den Einsatz leistungsstarker Kampfflugzeuge vorgesehen, was sich technisch jedoch zu dem Zeitpunkt noch nicht realisieren ließ. Die Pläne für ein neues Schiff wurden von 1979 bis Juni 1980 vom Newski-Planungsbüro entwickelt und 1982 von der Marine genehmigt. Es wurde vom Einsatz eines dampfgetriebenen Katapultes abgesehen, und man plante an seiner Stelle einen Ski-Jump mit einer 14°-Steigung am Bug ein, um den Flugzeugstart zu unterstützen. Für Luftfahrzeuge wurde ein 153 m langer und 26 m breiter Hangar eingeplant, der über zwei Aufzüge an der Schiffsseite mit dem Flugdeck verbunden ist.
Der Brückenaufbau und die Antriebskonfiguration des Projekt-1143.4-Kreuzers Admiral Gorschkow wurden weitgehend beibehalten; zusätzlicher Treibstoffvorrat erhöhte allerdings die Reichweite von Projekt 1143.5.

### Klassifizierung
Die Admiral-Kusnezow-Klasse ist offiziell nicht als Flugzeugträger, sondern als schwerer Flugdeckkreuzer (russisch: Тяжёлый авианесущий крейсер (ТАКР); Transkription: Tjascholy awianessuschtschi kreisser (TAKR); dt.: Schwerer Flugdeckkreuzer) klassifiziert. Der Hauptbeweggrund dafür liegt im Vertrag von Montreux. Dieser erlaubt der Türkei, Flugzeugträgern die Passage der Dardanellen zu verwehren. Obwohl Projekt 1143.5 generell in der Literatur als Flugzeugträger geführt wird, gewährte die Türkei dem Typschiff der Klasse im Dezember 1991 die Durchfahrt durch die Meerenge, ohne offiziellen Protest zu erheben.

## Rumpf und Antrieb

### Abmessungen
Die Schiffslänge auf der Wasserlinie beträgt 270 m. Das Flugdeck, welches über den Rumpf hinausragt, ist rund 300 m lang und misst an seiner breitesten Stelle knapp 72 m. Voll beladen haben die Schiffe einen Tiefgang von 10 m. Der Rumpf ist bei Projekt 1143.5 doppelwandig ausgeführt und durch drei durchgängige Längsschotten unterteilt. Munitionsvorräte für Flugzeuge und Schiffsbewaffnung sind in zusätzlich gepanzerten Räumen untergebracht.

### Flugdeck

Auf dem Flugdeck von Projekt 1143.5 können drei verschiedene Startpositionen eingenommen werden.

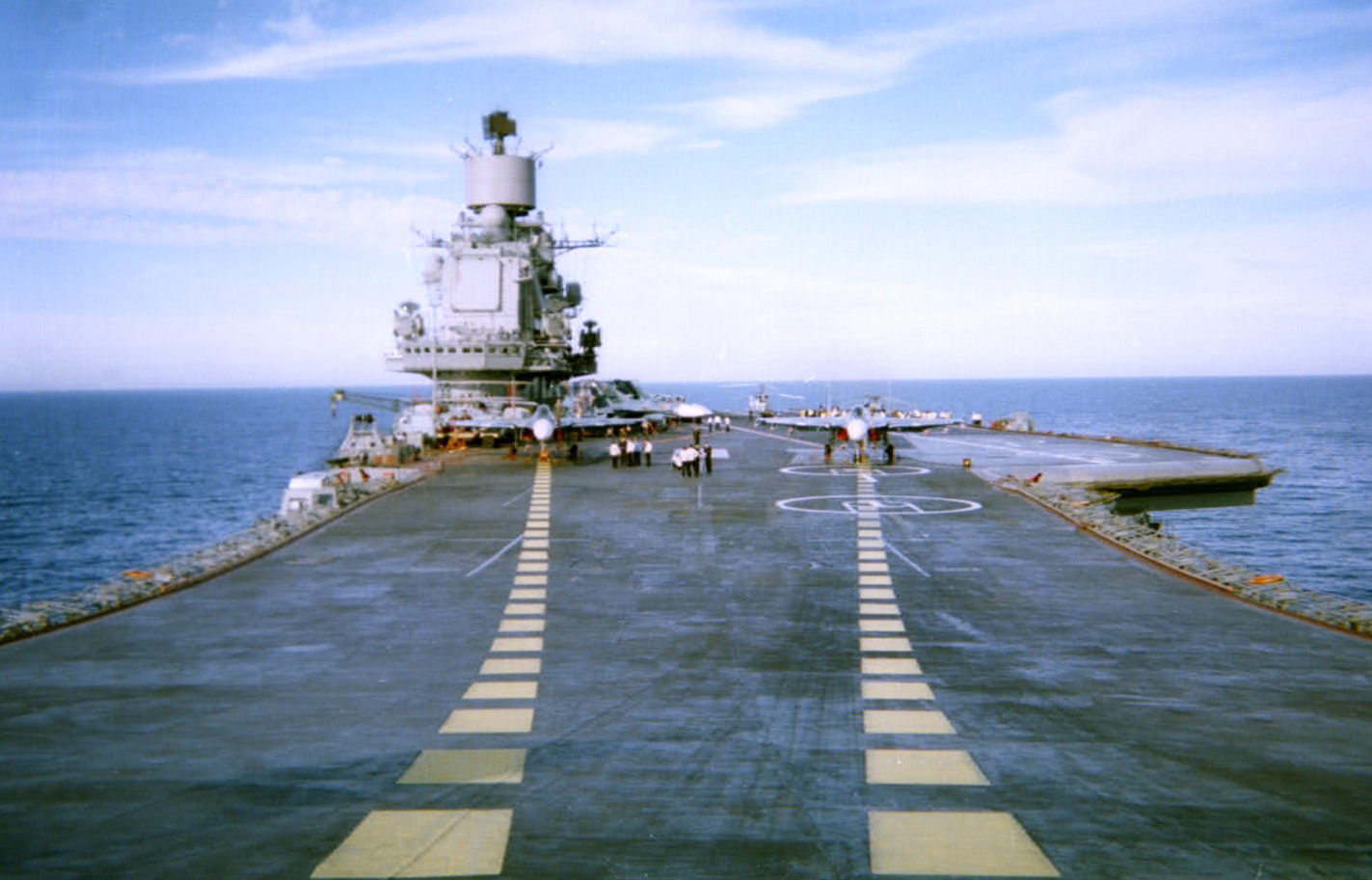
Aufnahme vom Flugdeck (Januar 1996)

Die Fläche des Flugdecks beträgt 14.700 m². Die Admiral-Kusnezow-Klasse arbeitet mit einem STOBAR-Start- und Landesystem: Am Bug befindet sich ein um 12° ansteigender Ski-Jump. Dafür sind keine Katapulte zur Beschleunigung der Flugzeuge vorhanden. Dies führt dazu, dass die heute stationierten Flugzeuge nie mit voller Waffenlast abheben können. Zur Landung sind Fangseile installiert. Auf dem Flugdeck können drei Startpositionen eingenommen werden.

Der Hangar ist mit dem Flugdeck über zwei Aufzüge verbunden. Diese befinden sich steuerbords, je einer vor und hinter der Insel.

## Bewaffnung

### Seezielflugkörper
Im Gegensatz zu den US-Flugzeugträgern stationierte die sowjetische Marine auf ihren Flugdeckkreuzern des Projekts 1143 zusätzlich schlagkräftige Seezielflugkörper. Da Projekt 1143.5 ein ähnliches Aufgabenspektrum wie die Flugdeckkreuzer abdecken sollte, behielt es die Ausstattung mit zwölf Lenkwaffen vom Typ P-700 (NATO-Code: SS-N-19 Shipwreck), die schon bei Projekt 1143.4 verwendet worden war. Die Waffen haben eine Reichweite von ca. 550 km und können wahlweise einen Sprengkopf mit 750 kg konventionellem Sprengstoff oder einen Nuklearsprengkopf mit einer Sprengkraft von 350 Kilotonnen tragen.
Um trotz dieser Bewaffnung ein durchgängiges Flugdeck bauen zu können, platzierte man die Abschussrohre für die Waffen innerhalb des Rumpfes und installierte über jedem Rohr eine solide Luke im Flugdeck auf der Back. Sollen die Raketen gestartet werden, muss folglich der Flugbetrieb in der vorderen Schiffshälfte eingestellt werden.

### Flugabwehr
Zur Luftabwehr in kurzen und mittleren Entfernungen sind, ähnlich wie bei Projekt 1143.4, 24 Achtfachstarter in vier Sechsergruppen für 3K95 Kinschal (NATO-Codename: SA-N-9 Gauntlet) verbaut. Die Raketen haben eine Reichweite von bis zu 12 km und eine maximale Einsatzhöhe von 6 km. Sie können gegen Flugzeuge und gegen Seezielflugkörper eingesetzt werden.
Projekt 1143.5 verfügt auch über mehrere Nahbereichsverteidigungssysteme. So sind acht Türme des Typs Kortik installiert, die sich aus zwei sechsläufigen Gatlingkanonen des Typs GSch-6-30 und zwei Vierfachstartern für Luftabwehrraketen vom Typ 9M311 zusammensetzen. Die Raketen dienen zur Bekämpfung von Flugkörpern in einem Abstand von 1,5–10 km, die Gatlingkanonen zur Bekämpfung bis 1,5 km. Zusätzlich zu den Kortik-Systemen sind zur Nahbereichsverteidigung sechs sechsrohrige 30-mm-Maschinenkanonen vom Typ AK-630 installiert.
Zur Bekämpfung von Unterwasserzielen sind zwei zehnrohrige Wasserbombenwerfer des Typs RBU-12000 installiert. Sie haben eine Reichweite von bis zu 3 km und können Ziele an der Oberfläche oder bis in eine Tiefe von 600 m bekämpfen. Ein wesentlicher Verwendungszweck ist die Abwehr von gegnerischen Torpedos.

## Luftgruppe

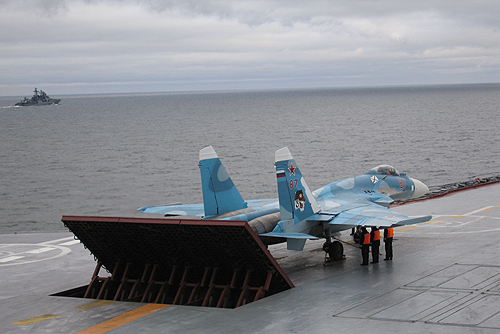
Eine Suchoi Su-33 auf dem Flugzeugträger Admiral-Kusnezow kurz vor dem Start

Während der Planungsphase der Admiral-Kusnezow-Klasse war vorgesehen, bis zu 52 Lufteinheiten auf den Trägern zu stationieren. Dazu gehörten konventionelle Kampfflugzeuge, Senkrechtstarter und zahlreiche Hubschrauber (siehe auch Luftstreitkräfte der Sowjetunion#Inventar der sowjetischen Luftstreitkräfte im Jahre 1990).
Geplant war die Stationierung von:
- 16 Senkrechtstartern Jakowlew Jak-141,
- 12 Jagdflugzeugen Suchoi Su-33,
- 24 Hubschraubern Kamow Ka-27 in verschiedenen Versionen.

Die Entwicklung der Jak-141 wurde 1991 wegen Geldmangel eingestellt. So konnten auf der Admiral Kusnezow nur die zwölf Su-33 stationiert werden. Sie wurden 1994 in Dienst gestellt, drei Jahre nach der Indienststellung der Admiral Kusnezow selbst.
In den folgenden Jahren waren auf der Admiral Kusnezow folgende Flugzeuge stationiert:
- 12 Jagdflugzeuge Suchoi Su-33,
- 05 Trainer Suchoi Su-25 UTG,
- 24 Hubschrauber Kamow Ka-27 in verschiedenen Versionen.

Im Jahr 2007 wurde die Admiral Kusnezow überholt und teilweise umgebaut. Die Anzahl stationierter Flugzeuge und Typen wurde geändert.
Aktuell sind auf der Admiral Kusnezow folgende Flugzeuge stationiert:
- 20–24 Jagdflugzeuge Suchoi Su-33,
- 16–18 Hubschrauber Kamow Ka-27 und Kamow Ka-31.

## Besatzung
Die Besatzung von Projekt 1143.5 besteht aus 1.980 Seeleuten (520 Offiziere, 322 Maate und 1.138 Matrosen).

## Schiffe des Projekts 1143.5

### Admiral Kusnezow
Das Schiff wurde am 1. September 1982 unter dem Namen Tbilissi (russisch Тбилиси) in Nikolajew auf Kiel gelegt. Nach dem Tod von Leonid Breschnew im November 1982 wurde das noch unfertige Schiff auf seinen Namen getauft. Nach dem Stapellauf im Dezember 1985 ging das Schiff in die Endausrüstung und erhielt 1987 wieder seinen ursprünglichen Namen. Die Indienststellung fand 1990 statt. Nach dem Zerfall der Sowjetunion lag die Stadt Tiblisi in Georgien, aber der Flugzeugträger gehörte Russland, weswegen er erneut umbenannt wurde. Er trägt seit dem 4. Oktober 1990 den Namen Admiral flota Sowetskowo Sojusa Kusnezow (russisch Адмирал флота Советского Союза Кузнецов), nach Nikolai Kusnezow, einem Admiral der Sowjetunion, der in den 1960er Jahren wegen seines Eintretens für die Interessen der Marine in Ungnade gefallen und degradiert worden war. Das Schiff steht im aktiven Dienst der russischen Marine. Es wurde seit seiner Indienststellung mehrere Male überholt und war an zahlreichen Manövern der Nordflotte beteiligt.

### Liaoning
Als Riga (russisch Рига) 1143.6 wurde das Schiff am 6. Dezember 1985, zwei Tage nach dem Stapellauf ihres Schwesterschiffes, in Nikolajew auf Kiel gelegt. Am 25. November 1988 lief sie vom Stapel. Die Ausrüstung verzögerte sich und das Schiff wurde nach dem Zusammenbruch der Sowjetunion 1990 auf den Namen Warjag (russisch Варяг), nach der russischen Bezeichnung für die Waräger, getauft. 1992 wurde der Bau des zu etwa siebzig Prozent fertigen Schiffes wegen Finanzierungslücken gestoppt. Die Warjag ging zunächst in den Besitz der Ukraine über und wurde anschließend an die Volksrepublik China verkauft, die zunächst angab, es in ein schwimmendes Hotel umbauen zu wollen. Der Vertragspartner „Chong Lot Travel Agency Ltd.“ entpuppte sich später als Tarnfirma der chinesischen Marine. Das Schiff wurde in der Folgezeit im Hafen von Dalian ausgerüstet und als Flugzeugträger fertiggebaut. Den Hafen verließ es am 10. August 2011 zu einer ersten Probefahrt. Am 25. September 2012 wurde es unter dem Namen Liaoning von der Marine der Volksrepublik China in Dienst gestellt.

### Shandong
2013 begannen die Arbeiten an dem ersten von China selbst entwickelten Flugzeugträger unter dem Projektnamen Typ 001A.
Im April 2017 wurde das Schiff vom Stapel gelassen. Am 17. Dezember 2019 wurde es in Dienst gestellt.

## Projekt 1143.7
Dies war eine Weiterentwicklung von Projekt 1143.5, die auf die beiden gebauten Schiffe der Klasse folgen sollte. Hauptunterschied war ein nuklearer Antrieb, der aus zwei Paaren von Druckwasserreaktoren und den zugehörigen Turbinen bestehen sollte. Bei 321 Metern Länge sollte sich die Wasserverdrängung auf bis zu 74.900 Tonnen erhöhen. Die Uljanowsk wurde am 25. November 1988 auf Kiel gelegt und 1991 wegen fehlender Finanzierung verschrottet.

## Belege und Verweise